# Goutte otique

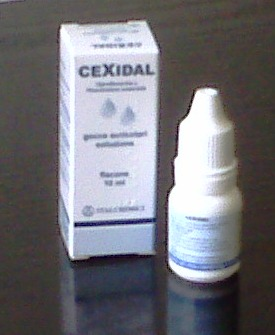
Goutte otique antibiotique.

Les gouttes otiques sont des préparations pharmaceutiques liquides destinées à être instillées dans le conduit de l'oreille externe. Bien que ce terme soit très officiel le langage courant utilise plutôt le synonyme de gouttes auriculaires. Elles peuvent se présenter en solution ou suspension. L'instillation de gouttes otiques est une geste simple mais qui nécessite quelques précautions pour être efficace et sans danger ; en particulier il importe de veiller à ce que les gouttes soient à une température proche de la température corporelle pour éviter tout vertige,.
Les principes actifs les plus fréquemment employés, seuls ou en association, dans les gouttes auriculaires sont des antalgiques, antibiotiques, anti-inflammatoires, antimycosiques, sympathomimétiques et céruminolytiques.